# 吉田豊史
吉田 豊史（よしだ とよふみ、1970年4月10日 - ）は、日本の政治家、実業家、衆議院議員（2期）。日本維新の会国対副委員長、富山県議会議員（2期）を務めた。
父親は自由民主党所属の元富山県議会議員の吉田良三。伯父の吉田清治も自由民主党所属で3期12年富山市議会議員、5期20年富山県議会議員を務め、富山県議会議長にも就任している。

## 来歴・人物

### 生い立ち
富山県富山市石金生まれ（現在は富山市西長江に在住）。
富山市立東部小学校、富山大学教育学部附属中学校、富山県立富山中部高等学校理数科、早稲田大学法学部卒業。大学在学中に北米シアトルへ語学留学。当時のアメリカ西海岸のカフェスタイルに影響を受ける。

### 社会人時代
大学卒業後の1995年に富山へ戻り、硝子メーカーへ就職。即、北米オハイオ州の子会社に出向し海外事業に携わる。帰国後、1999年に有限会社を設立し起業。カフェ、豆腐製造業を経営。

### 政界入り
2007年、富山県議会議員を3期務めた父・吉田良三の地盤を引き継がず、小中高の同級生を中心とした陣営で富山県議会議員選挙に自由民主党公認で出馬し、当選した。2011年の富山県議会議員選挙で再選後、自民党会派を離脱して一人会派「自由民主党県議会立政会」を立ち上げた。

### 衆議院議員
2012年3月、富山1区の衆議院議員で元法相の長勢甚遠が次の第46回衆議院議員総選挙には立候補せず、政界を引退する意向を表明した。これを受け6月下旬から長勢の後任としての立候補をいち早く表明したが、自民党富山市連は野上浩太郎参議院議員を念頭に候補者選びを進め、予備選や公募で選考を進めてほしいとする吉田と平行線になった。自民党富山市連は候補一本化の最終手段として選考委員会（委員長＝五本幸正・富山市議）を設置。選考委設置の経緯を含め不信感を募らせた吉田は、9月15日、選考を辞退。選考委は中川忠昭県議で一本化したが同日昼に吉田が離党して無所属での出馬を表明すると、同日夜に中川は立候補の辞退を選考委委員長の五本幸正富山市議に申し出た。2012年11月21日、同年12月の第46回衆議院議員総選挙に富山1区から立候補するため、富山県議会議員を任期途中で辞職した。無所属（日本維新の会・みんなの党推薦）で立候補するも、選考委が再度決定した元富山県議で自民党新人の田畑裕明に敗れ、3位で落選した。
2014年12月の第47回衆議院議員総選挙では、富山1区から維新の党公認で立候補し、再び田畑に敗れるも、比例復活で初当選した（惜敗率56.001％）。
2015年10月23日、維新の党の分裂に際して同党に離党届を提出し、無所属となった。その後はおおさか維新の会（後に日本維新の会に党名変更）との連携を強化し、2016年5月31日の安倍内閣不信任決議案の採決では同党と同じく反対に回り、7月13日には同党へ入党する意向が報じられた。7月26日、おおさか維新の会に入党届を提出し、同日付けで入党を了承された。
2016年7月、南スーダンの首都ジュバで大統領派と反政府勢力の大規模衝突が発生。11月に政府が南スーダン国連平和維持活動（PKO）の陸上自衛隊第11次隊に駆けつけ警護などの新任務を付与する閣議決定を行ったが、衝突を記した部隊の日報が問題となった（自衛隊日報問題）。2017年2月、日本維新の会の代表として且つ衆議院の議院運営委員会の許可を得た上で吉田が南スーダン情勢の調査の為、南スーダン隣国ウガンダを視察。南スーダンからの難民キャンプ地視察はもちろん、ウガンダ政府関係者、国連各機関関係者、NPO関係者等と面談し、南スーダン情勢に関する情報を各方面から聴取。帰国後、収集した情報を基に3月9日、10日の安全保障委員会で稲田朋美防衛大臣、岸田文雄外務大臣に南スーダンでのPKO自衛隊活動や南スーダン周辺エリアにおける武器禁輸について質疑を行った。10日夕刻、政府は国家安全保障会議（NSC）を開催し、安倍晋三総理が南スーダンPKOの自衛隊施設部隊について、現在従事中の道路整備等が終わる5月末をめどに撤収させる旨、表明した。
2017年の第48回衆議院議員総選挙に、日本維新の会公認と希望の党推薦を受けて富山1区から立候補するも落選。 
2018年1月30日、日本維新の会衆院富山1区支部長に再任されたことが発表された。
2020年12月12日、2021年4月に行われる富山市長選挙への立候補を表明した。投開票の結果、自民党や立憲民主党、国民民主党各党と公明党県本部の4党が推薦した元県議の藤井裕久に敗れ落選。
2021年8月、次期衆議院議員総選挙の日本維新の会の富山1区の公認候補となった。10月31日に行われた第49回衆議院議員総選挙で小選挙区では自民党の田畑裕明に敗れたが、比例で復活当選を果たし、4年ぶりに国政に復帰した。衆議院財務金融委員会理事に就任。
2022年8月1日、日本維新の会の松井一郎代表辞任に伴う代表選挙に立候補の意向を固めた旨、地元マスコミの取材に答えた。関西以外の地域からも立候補することで全国的に代表選挙を盛り上げる意図があったものの推薦人を確保できず、8月12日に代表選挙への出馬断念を表明した。9月29日、後述の疑惑により日本維新の会から離党勧告の処分を受けた。吉田は期限とされた同年10月31日まで離党届を提出しなかったため、翌11月1日、日本維新の会は吉田を除名処分とした。2023年1月に政治団体「イイネ」を設立した。
2024年10月15日、吉田は無所属で衆議院議員総選挙に富山1区から立候補したが、28日に落選した。

## 政策軸・スタイル・主張
【政策軸】
- 「政治はデザイン」という軸がある[38]

【政治スタイル】
- 「課題の答えは現場にある」と実感し、顔の見える政治スタイルを確立[38]。

【無所属議員であっても国民の役に立つとの主張】
- 無所属で与党以外の議員でも十分役に立つ。無所属であっても情報はしっかり取れること、動きやすかったりもする。
- 地元の要望を中央に届けるのに与党のパイプが役立つというのはあるが、同時に与党内で渋滞しており、順番待ちも多い。野党からの方が早かったりする。
- 衆議院から推薦され、国土審議会豪雪地帯対策分科会の特別委員を務めていたが、これも野党だからであり、与党だとそうそうこのポジションは回ってこない。
- 今、国の施策は料理で言うアラカルトみたいにメニューが並んでおり、それに自治体が手を挙げる形式が増えている。そうなると「こんな施策があって使えるかも」と自治体に情報提供できるか否かは、与党・野党というカテゴリではなく、議員とそのチームの情報収集と分析の能力の問題。省庁側も施策を活用してほしいことから施策についての説明は与党・野党分け隔てはない[39]。

## 政策
【経済政策】
- 財政政策・金融政策・構造改革の3つで日本をもう一度経済成長させ、所得の上昇をめざすとしている[40]。2024年の衆院選特設サイトでは、消費税の5%までの引き下げと社会保険の減免により、GDPの6割近くを占める個人消費の回復を軌道に載せることで、企業の収益増、景気回復と経済成⻑につながる。雇⽤や賃⾦の増加も進む。政府・⾃治体の税収も増え、できることが増える。好循環の始まりは負担の軽減からであるとしている[41]。

【若者・女性活躍、ロスジェネ・氷河期世代応援】
- 2021年の富山市長選で「女性副市長登用」を公約とした[42]。
- 所得制限・⼈数制限を設けない教育の無償化実現を訴え、経済的な理由で⾼等教育を諦めることなく、より多くの⼦どもたちが学ぶ機会を得られるようにするとしている[41]。
- 今、活躍できていない人がチャレンジできる環境を作ることが政治家の仕事として女性活躍・若者活躍を掲げている[41]。
- 若い⼈が前⾯に出て、可能性を引き出すことができるための⽀援。年齢を問わずさまざまなチャレンジへの⽀援。そしてバブル崩壊後のデフレ経済やリーマン・ショックなどでチャレンジの機会が少なかった人たち（いわゆるロスジェネ・氷河期世代）への応援も⾏、うとしている[41]。

【少子化対策】
- 2024年の衆院選特設サイトで、国の⼈⼝減少対策は結婚する以前の⼈・若者への⽀援が根本的に⽋けており、雇⽤の安定と可処分所得の上昇政策で家庭を持つモチベーションにとしている[41]。

【税制】
- 個人消費回復と、経済が安定的成長を取り戻すまで 消費税率5%への引き下げを主張している[43][41]。
- 仕組みを変える一つとして税制を消費喚起と経済成長を重視する税制へ転換することを掲げている[41]。2024年の特設サイトでは、「⾒える化」でいびつな税制をフェアに再構築。公平・中⽴・簡素の三つの原則に戻ることで、税負担の納得感を⾼めるとしている[41]。

【外交・安全保障】
- アジアが不安定な状況の中、総合的な国⼒（経済⼒・技術⼒・教育⽔準）をアップさせることにより⽇本のプレゼンスを⾼め、主体的外交で地域全体の平和をリードすると2024年の特設サイトでしている[41]。
- 防衛⼒の再定義と質の向上を図り、情報収集⼒・サイバーセキュリティ・技術開発⼒などソフトパワーの強化に注⼒。合わせて外交・安全保障のキーとなる外交要員の質・量ともに強化することで防衛⼒を⾼めると2024年の特設サイトでしている[41]。
- JICA議連に所属し、外交におけるソフトパワーを認識していることからJICA海外協力隊の修了式に何度も出席して祝辞を述べている[44][45]。
- 沖縄県の在日米軍基地の地元誘致に引き受けてもいいと回答[46]。しかし2024年のInstagramで次のように説明している。『2014年アンケートの質問文は「沖縄県には米軍基地の７割が集中しています。沖縄の負担軽減のため、あなたの地元に米軍基地を引き受けてもいいと思いますか。」に対し、「引き受けてもよい、引き受けたくない、無回答」の3択。沖縄に負担が集中しているため負担減は考えないといけない。国民全体の負担を示さないといけないと考えている。しかし同時に東シナ海から南シナ海において中国の軍事費・軍事拡張によりパワーバランスが崩れてきている。この中で抑止力としての基地の存在をどう位置付けるか。いきなり極論のどちらを選べという質問ではどれも選べず、そうなると前述の3択にはどれもあてはまらない。』

【防災・リスク管理】
- 現役消防分団部長でもあり、防災・リスク管理に関する発言が多い。「自然災害の危機管理」について街頭演説している[47]。
- 特に今、必要なこととして、能登半島地震のこの10ヶ⽉の対応を受け、短期・中期・⻑期にわけてスピーディーな検証を⾏い、現状の地域ニーズに応える。また国と地⽅⾃治体間の防災対応システムの改善につなげるとしている[41]。

【食・農業】
- 地元の優れた「食」の発信で観光や経済効果を生み、富山のブランド力を高める構想をもっている[38]。
- 農林水産業の担い手の高齢化や後継者不足については、農業が産業化しないと次の担い手が生まれないため、「攻めの農業」で消費者意識したブランド化・六次産業化を行うことや海外販路もありえることを述べている[48]。
- 食糧安全保障については、国が食料安全保障を意識する為、ビジネスチャンスも生まれるとしている[48]。

【国と地方】
- 国と地方の関係について2024年の衆院選特設サイトで、国と地⽅の関係の再構築。権限と税収の地⽅移管により、地⽅⾃治体が独⾃の判断と責任で地域の課題に取り組むことで、「◯◯らしさ」のある地域づくりの実現をサポートとしている[41]。
- 国の制度については、国家会計、特に特別会計の問題点を指摘しており、2024年の衆院選特設サイトで、特別会計（ブラックボックス）を含む国家会計の情報を透明にし、国⺠のみなさんが理解しやすい形で提供する。「⾒える化」することで、資⾦のよどみや既得権益の温床が明らかになり、より適切で効果的な仕組み・使い⽅にバージョンアップとしている[41]。

【北陸新幹線】
- 米原ルートを支持
- 全線開業効果の最大限化には敦賀以西米原ルート一択。
- 中京圏とのつながりを深めることも重要。物流がつながる中、人流だけ以前より遠回りになるのは適切ではない。自民議員ではルート見直しは言い出せない[49]。

【公共交通】
- 地域に応じ柔軟にとしている。
- 地域公共交通は日常生活に不可欠な要素。適切に機能すると地域の経済活動や社会的交流が促進される。
- デマンド型乗合タクシーやコミュニティバス等の地域特性に応じた柔軟な連携と、投資が複合的効果を生むプランニングが必要[49]。

【福祉・医療】
- 2024年衆院選での地方紙政策アンケートで「喫緊の課題は現場の人手不足。処遇改善が必要。公的医療保険制度に関し健康診断や予防接種を推進し、病気の早期発見・治療促進で医療費を抑制する。医療サービスの効率化にICT技術を活用し、遠隔医療やデジタル化を進める」としている[48]。

【エネルギー】
- エネルギー価格高騰については、ロシアによるウクライナ侵攻からの資源価格高騰が主要因とし、石油元売各社への補助金ではなく、消費税減税やガソリンのトリガー条項解除などを行うべきとしている。
- 原子力発電による電力供給に当面は必要だが、将来的には廃止すべしとしている[43]。

【政治と信頼】
- 2024年衆院選の特設サイトで、政治の信頼回復には公平・公正を基準とした議員の信頼と質の向上が⽋かせない。⼩選挙区制度導⼊で、党執⾏部が政党助成⾦配分と公認権で強化され、極端に政治の主体が政治家から政党に移ってしまった。この現状を⾒直し、政治家⾃⾝の質を⾼めるためにも、政党内にも健全な競争があり、⼈物重視で選ぶ新中選挙区制度を導⼊としている[41]。
- 2024年衆院選の特設サイトで政治活動のためにどのようなお⾦が必要なのか、どこからの献⾦なのか、どのように使ったのかの透明性を⾼めるために政治資⾦規正法の「⾒える化」改正を、としている[41]。

【憲法】
- 日本国憲法の改正に賛成[43]。
- 具体的には2024年衆院選での地方紙政策アンケートで、「アジアのパワーバランスが崩れる中、国際社会で主要な地位を占める為にもソフトパワーや外交要員の質・量強化を含む防衛力の明記は必要。教育無償化や国と地方の役割、憲法裁判所の設置、政党の位置付け見直しなども必要」と述べている[50]。

【その他】
- 選択的夫婦別姓制度導入について、「改氏で不利益を感じる方がいるのは承知している」とし、日本維新の会として、同一戸籍・同一氏の原則を維持しながら、旧姓使用にも法的効力を与える制度を創設すると回答している[51]。
- 河野談話・村山談話の見直しに反対[46]。しかし2024年のInstagramで、2014年のアンケートは極端な3択の中から選べという設問だったと説明の上、『歴史認識問題は非常に敏感なトピック。アジア諸国を訪問すると、小さな町の歴史博物館でも日本占領時代のコーナーがあり、その時代はひどかったという歴史が記録されていることはは認識しておかなければいけない。同時に新たな証拠や視点が出てきて、より正確な歴史認識につながる可能性があると思う。いきなり極論のどちらを選べという質問ではどれも選べず、そうなると「見直すべきだ、見直すべきでない、無回答」の3択にはどれもあてはまらない。』としている[39]。
- カジノ解禁に賛成[46]。
- 靖国神社への総理の参拝に反対[46]。しかし2024年のInstagramで次のように説明している。『2014年アンケートの設問が「靖国神社に首相が参拝することをどう思いますか。」に対し「問題ない、参拝すべきでない、無回答」の3択と極端。2014年と2024年では状況が異なるが、戦争で亡くなられた方に敬意と感謝を示すため、地元の富山縣護国神社の月次祭に参加している。政治家が個人として神社を参拝することは信教の自由に基づく行為と考えている。同時に政教分離原則の視点からの意見があることも承知している。靖国神社への総理の参拝に関しては、周辺諸国が反発していることも事実。アジア諸国を訪問すると、小さな町の歴史博物館でも日本占領時代のコーナーがあり、その時代はひどかったという歴史が記録されている。総理参拝が個人としての立場なのか否かと同時に、周辺諸国の記憶と外交関係をにらんで判断していく必要があることが私の2024年時点の考えであり、そうなると前述の3択にはどれもあてはまらない』[39]。

## 南スーダン自衛隊PKO撤退関係
- 2017年の自衛隊南スーダン派遣で南スーダンの治安状況が悪化した。

- 野党側は現地視察の必要があるとし、安全保障委員会に所属していた吉田が公務で単身南スーダン隣国のウガンダの難民キャンプを視察。視察内容を基に安保委員会で3月9日、10日の2度質疑を行った。
- 10日の質疑では・首都ジュバの周辺地域は不安定化。・何をどこまで行えば、南スーダンでの自衛隊のPKO活動は目的が達せられたと考えるのか　・どういう状況が発生すれば撤収の判断を行うのか等について当時の稲田朋美防衛大臣に質問した。同日夕刻、政府は国家安全保障会議（ＮＳＣ）を開催し、安倍晋三総理が南スーダンＰＫＯの自衛隊施設部隊について、現在従事中の道路整備等が終わる５月末をめどに撤収させる旨、表明した[52]。

## 疑惑

### 旧統一教会との関係
2022年8月2日、日本維新の会国会議員団が発表した「世界平和統一家庭連合（旧統一教会）および関連団体との関わりについての調査」において、関連団体である世界平和連合のイベントに出席していたことが公表された。

### 参院選候補者に対する金銭持参要求
2022年9月26日、同年7月の第26回参議院議員通常選挙に比例区から立候補（落選）した元富山市議会議員の上野蛍に対し、政治資金収支報告書に記載しない現金1,000万円を持参要求していたと情報提供があったことより、日本維新の会内で党規委員会が開かれ、吉田に対する離党勧告処分の答申が行われた。9月29日の常任役員会で決済され、同日午後の藤田文武幹事長記者会見で日本維新の会は同日付で吉田を離党勧告処分としたことを発表。報道陣の質問に対し藤田幹事長は「9月初旬に発覚。上野氏より、吉田氏との会話の一部を録音したテープと情報提供があり、事情聴取、調査した。吉田氏本人にも事情を聞いている。上野氏がストレスだったのは容易に想像できるし、悩んでいたのは我々（執行部）も認識している。現金1000万円の持参を上野氏は断っているので受け渡しはない。どういう経緯でどう上野氏がしゃべったかは、それによって上野氏がいろいろ言われてもかわいそうなのでそれは言及しないが、情報が我々（執行部）に入ってきた。党規委員会では録音テープ、時系列の確認、上野氏本人にも来てもらって確認している。民事上・刑事上の責任を問えるものではないが党人としてのモラルを問う」　
吉田は同日16時から富山市内で開いた記者会見で、上野氏とのやりとりの一部を録音したテープの存在を党から知らされたことを明らかにし「日本維新の会では選挙にあたって候補者本人がすべて準備することを求めている。上野氏に資金の確認をして次のステップに進みたいという状況の中で『お金を持ってこい』と言ったのはあくまで準備の確認のため。もらう意図などない」と説明した。日本維新の会は同日付で吉田を離党勧告処分とした。10月5日に吉田は党本部に異議申し立てを行ったが、処分は変更されなかった。10月31日、吉田は富山市内で記者会見を行い、「自分の信じるところにより、また後援会役員全員の支持を受け、党から除名を受ける」旨の声明を読み上げた。日本維新の会は翌11月1日付で吉田を除名処分とした。
本疑惑については、吉田側が記者会見を行っているのに対して、上野側はコメント発表のみなぜ上野は録音していたのか、会話の一部を録音したテープ（藤田の発言）の提供が上野側からなされており、全容が不明のままである。

## 所属団体・議員連盟
- JICA議員連盟

## 選挙歴
| 当落 | 選挙                     | 執行日         | 年齢 | 選挙区          | 政党         | 得票数    | 得票率 | 定数 | 得票順位 /候補者数 | 政党内比例順位 /政党当選者数 |
| ---- | ------------------------ | -------------- | ---- | --------------- | ------------ | --------- | ------ | ---- | ------------------ | ---------------------------- |
| 落   | 2007年富山県議会議員選挙 | 2007年4月8日   | 37   | 富山市第1選挙区 | 自由民主党   | 1万575票  | ーー   | 11   | 6/12               | /                            |
| 当   | 2011年富山県議会議員選挙 | 2011年4月10日  | 41   | 富山市第1選挙区 | 自由民主党   | 9426票    | ーー   | 11   | 8/12               | /                            |
| 落   | 第46回衆議院議員総選挙   | 2012年12月16日 | 42   | 富山県第1区     | 無所属       | 2万4370票 |        | 1    | 3/4                | /                            |
| 比当 | 第47回衆議院議員総選挙   | 2014年12月14日 | 44   | 富山県第1区     | 維新の党     | 3万9249票 | 32.95% | 1    | 2/3                | 1/1                          |
| 落   | 第48回衆議院議員総選挙   | 2017年10月22日 | 47   | 富山県第1区     | 日本維新の会 | 3万8219票 | 30.20% | 1    | 2/3                | 1/0                          |
| 落   | 2021年富山市長選挙       | 2021年4月18日  | 51   | ーー            | 無所属       | 5万4028票 | 33.8%  | 1    | 2/4                | /                            |
| 比当 | 第49回衆議院議員総選挙   | 2021年10月31日 | 51   | 富山県第1区     | 日本維新の会 | 4万5411票 | 32.79% | 1    | 2/4                | 1/1                          |
| 落   | 第50回衆議院議員総選挙   | 2024年10月27日 | 60   | 富山県第1区     | 無所属       | 1万9870票 | 15.18% | 1    | 3/5                | /                            |